# روث بندیکت
روث فولتون بندیکت (به انگلیسی: Ruth Fulton Benedict)؛ (۵ ژوئن ۱۸۸۷-۱۷ سپتامبر ۱۹۴۸) از پیشگامان علم انسان‌شناسی است.
او در شهر نیویورک آمریکا به دنیا آمد. در سال ۱۹۰۹ از کالج واسر فارغ‌التحصیل شد. وی تحصیلات تکمیلی خود را در دانشگاه کلمبیا و زیر نظر فرانز بوآس ادامه داد. در سال ۱۹۲۴ پس از اخذ درجه دکتری به عنوان استاد به همان دانشگاه پیوست.

## کتابشناسی
- الگوهای فرهنگ؛ ۱۹۳۴
- نژادهای بشر ۱۹۴۳ (با همکاری جین ولتفیش Gene Weltfish)
- گل داوودی و شمشیر ۱۹۴۶